# 拉玛乌帕齐拉
拉玛乌帕齐拉是孟加拉国班多爾班縣的一个乌帕齐拉，位於吉大港专区的班多爾班縣。。

## 人口
據1991年孟加拉國人口普查，拉玛共有戶數13,754戶，人口64,717人。其中男性佔比53.94%，女性佔比46.06%；成年人口27,417人。該地7歲以上人口之平均識字率為21.1%。